# Bloemstuk

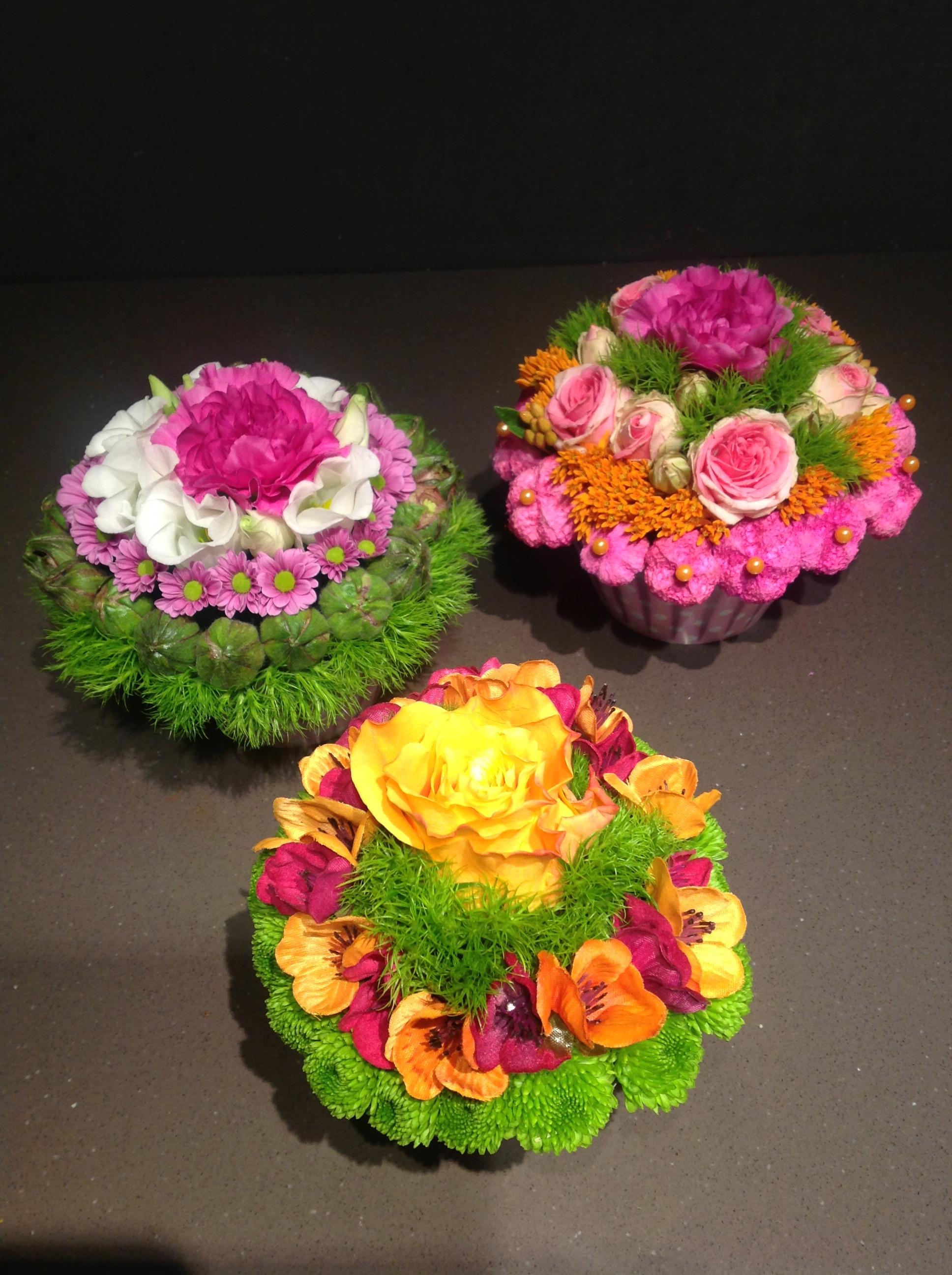
Bloemstukken

Een bloemstuk is een siervoorwerp dat grotendeels bestaat uit snijbloemen. Bloemstukken kunnen worden gekocht bij een bloemisterij, maar ook zelf worden gemaakt.
Voor het maken van een bloemstuk wordt vaak gebruikgemaakt van steekschuim (oasis) waar snijbloemen met een ingekorte steel ingestoken kunnen worden. Dit materiaal wordt vochtig gehouden zodat de bloemen nog water krijgen.
Een bloemstuk verschilt van een boeket doordat een boeket meestal alleen uit samengebonden snijbloemen bestaat. Een bloemstuk daarentegen wordt in een steekmedium (bijvoorbeeld steekschuim) gestoken.

## Voorbeelden van bloemstukken
- Corsages kunnen als tafelversiering dienen, maar worden ook vaak door bruiloftsgasten gedragen. Vrouwen dragen de corsage links met het steeltje schuin omhoog, mannen dragen hun corsage ook links, maar met het steeltje naar beneden.
- Kransen worden vaak voor uitvaarten en herdenkingen vervaardigd.
- Biedermeiers zijn ronde, compacte bloemstukken die op een schaal of in een pot.
- Kerststuk en kerstkransbloemstuk ter gelegenheid van kerst met meestal dennentakken en kaarsen.

Bloemstukken voor belangrijke gelegenheden worden vaak door een bloemist vervaardigd. Men kan hierbij denken aan bruiloften en uitvaarten. Dit wordt respectievelijk bruidswerk en rouwwerk genoemd.

## Overige betekenissen (rundvlees)
Bloemstuk is tevens de benaming van een stuk rundvlees. Als een runderschouder wordt uitgebeend, verdeelt men deze in verschillende stukken. Elk stuk vlees krijgt hierdoor zijn eigen benaming. Het stuk vlees dat als naam "bloemstuk" heeft gekregen, heeft zijn naam te danken aan het feit dat als het rund geslacht werd, er drie kleine insnijdingen in dit vleesdeel werden gemaakt. Door de nog aanwezige warmte in het vlees zetten deze uit waardoor het op een bloem leek.